# Arcyophora lobidorsis
Arcyophora lobidorsis är en fjärilsart som beskrevs av Philipp Christoph Zeller 1863. Arcyophora lobidorsis ingår i släktet Arcyophora och familjen trågspinnare. Inga underarter finns listade i Catalogue of Life.